# Kurt Lindow

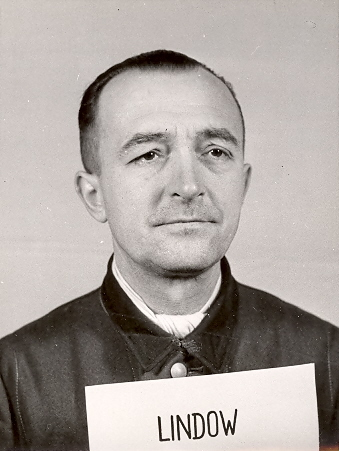
Kurt Lindow in alliierter Internierung (1945–1949)

Kurt Erwin Arthur Lindow (* 16. Februar 1903 in Berlin; † 18. Januar 1972 in Regensburg) war ein deutscher Polizeibeamter und SS-Sturmbannführer.

## Leben und Wirken

### Ausbildung und frühe Laufbahn
Lindow war ein Sohn des Kartografenoberinspektors Julius Lindow und seiner Frau Ida, geb. Esche. Er besuchte das Lessing-Gymnasium und die Kirchner Oberrealschule in Berlin, wo er 1921 das Abitur ablegte. Danach studierte er Wirtschaftswissenschaften und Rechtswissenschaften, brach das Studium aber aufgrund der Inflation 1923 ohne Abschluss ab.
Von 1922 bis 1928 arbeitete Lindow als Handelsgehilfe/kaufmännischer Angestellter bei verschiedenen Firmen, u. a. im Öl- und Fetthandel. Im April 1928 trat er als Kriminalkommissaranwärter in die Kriminalpolizei in Berlin ein. 1930 wurde er im Polizeidienst der Politischen Polizei zugeteilt und nach Altona versetzt, wo er bis Mitte 1932 blieb. Während dieser Zeit wurde er 1930 zum Kriminalkommissar befördert. 1932 wurde er als planmäßiger Kommissar zur staatlichen Polizeiverwaltung nach Elbing versetzt. Politisch gehörte er von 1929 bis 1932 der Deutschen Demokratischen Partei und der Demokratischen Polizeibeamtenvereinigung an.

### Zeit des Nationalsozialismus
Im Oktober 1933, wenige Monate nach dem Machtantritt der Nationalsozialisten, wurde Lindow nach Hannover versetzt, wo er der Gestapo angehörte (bis Mai 1938). Ab 1935 war er in Hannover Leiter der Spionageabwehrabteilung. Lindoew trat zum 1. Juni 1933 der SS (SS-Nummer 272.350) und zum 1. Mai 1937 der NSDAP bei (Mitgliedsnummer 4.609.289). Im Oktober 1937 erreichte er im Polizeidienst den Rang eines Kriminalrates.
Im Juni 1938 wurde Lindow ins Geheime Staatspolizeiamt in Berlin versetzt. Dort war er zunächst von 1938 bis 1940 stellvertretender Leiter des Schutzhaftreferates. Anschließend leitete er das Referat IV E 1 (Allgemeine Abwehrangelegenheiten, Erstattung von Gutachten in Hoch- und Landesverratssachen, Werkschutz und Bewachungsgewerbe) in der Abteilung IV E (Abwehr) des Reichssicherheitshauptamtes (RSHA).

### Zweiter Weltkrieg
Am 1. Oktober 1941 wurde Lindow zum stellvertretenden Leiter des Referates IV A 1 Kommunismus, Marxismus und Nebenorganisationen, Kriegsdelikte, illegale und Feindpropaganda in der Abteilung IV A Gegnerbekämpfung im Geheimen Staatspolizeiamt ernannt. Ebenfalls 1941 erreichte Lindow den Rang eines Kriminaldirektors im Polizeidienst. Am 1. Juli 1942 ersetzte er Josef Vogt als Leiter des Referates, dem er bis Mitte 1944 vorstand. In Lindows Abteilung liefen unter anderem die Einsatzberichte der sogenannten Einsatzgruppen der Sicherheitspolizei und des SD ein. Außerdem isolierte diese Stelle politische Kommissare und jüdischstämmige Rotarmisten von den übrigen sowjetischen Kriegsgefangenen, um erstere den Konzentrationslagern und der „Sonderbehandlung“ zuzuführen.
Im zweiten Halbjahr 1944 war Lindow Instrukteur an der Führerschule der Sicherheitspolizei in Rapka bei Krakau, wo er einen Lehrauftrag für Hoch- und Landesverrat und Kriminalistik bei dem dortigen Kommissarlehrgang hatte. Die letzten Kriegsmonate verbrachte er bei der Abteilung I des Reichssicherheitshauptamtes, die Anfang 1945 nach Hof in Bayern verlegt wurde. Von dort setzten er und einige Kollegen sich später weiter nach Süden ab. Bei Kriegsende hielt er sich in Jachenau am Walchensee auf, wo er im Juli 1945 von der US-Armee in automatischen Arrest genommen wurde.

### Nachkriegszeit
Nach dem Zweiten Weltkrieg wurde Lindow von Juli 1945 bis Juni 1949 in wechselnden Gefängnissen und Lagern festgehalten (Tölz, Freising, Oberursel, Butzbach, Zeltlager Darmstadt, Zuffenhausen, Dachau, Nürnberg, erneut Dachau und zuletzt im Internierungslager Darmstadt). Während dieser Zeit wurde er im Nürnberger Prozess gegen die Hauptkriegsverbrecher sowie im Einsatzgruppen-Prozess vernommen.
Am 2. Juni 1949 wurde er unter Einstufung in die Gruppe II aus dem Internierungslager Darmstadt entlassen. Er begab sich zunächst nach Nonnenroth bei Gießen. Anschließend lebte er im Haushalt eines Bekannten in Beilngries. Im November 1949 fand er eine Untervertretung für die Zigarrenfabrik Gebrüder Ungewitter in Wahnfried an der Werra.
Im März 1950 wurde Lindow von der Frankfurter Staatsanwaltschaft verhaftet und vor dem Landgericht Frankfurt am Main wegen seiner Mitwirkung bei der Ermordung sowjetischer Kriegsgefangener angeklagt, jedoch aus Mangel an Beweisen am 22. Dezember 1950 freigesprochen.

## Familie
Lindow war seit 1930 verheiratet mit Anneliese, die 1945 bei einem Fliegerangriff ums Leben kam. Aus der Ehe gingen zwei Töchter, Eva Maria (* 1931) und Dorit (* 1939) hervor. Seine zweite Ehe schloss er 1961.

## Beförderungen
Im Polizeidienst
- 1930: Kriminalkommissar
- 1937: Kriminalrat
- 1941: Kriminaldirektor

In der Schutzstaffel:
- 1941: SS-Sturmbannführer